# جيمس شيبرد (لاعب كريكت)
جيمس شيبرد (29 فبراير 1892 في نيوزيلندا - 11 يوليو 1979 بدنيدن في نيوزيلندا) (بالإنجليزية: James Shepherd)‏ هو لاعب كريكت نيوزلندي. لعب مع فريق أوتاغو للكريكت ‏.

## وصلات خارجية
- جيمس شيبرد على موقع إي آس بي آن كريك إنفو (الإنجليزية)